# The Powerstation

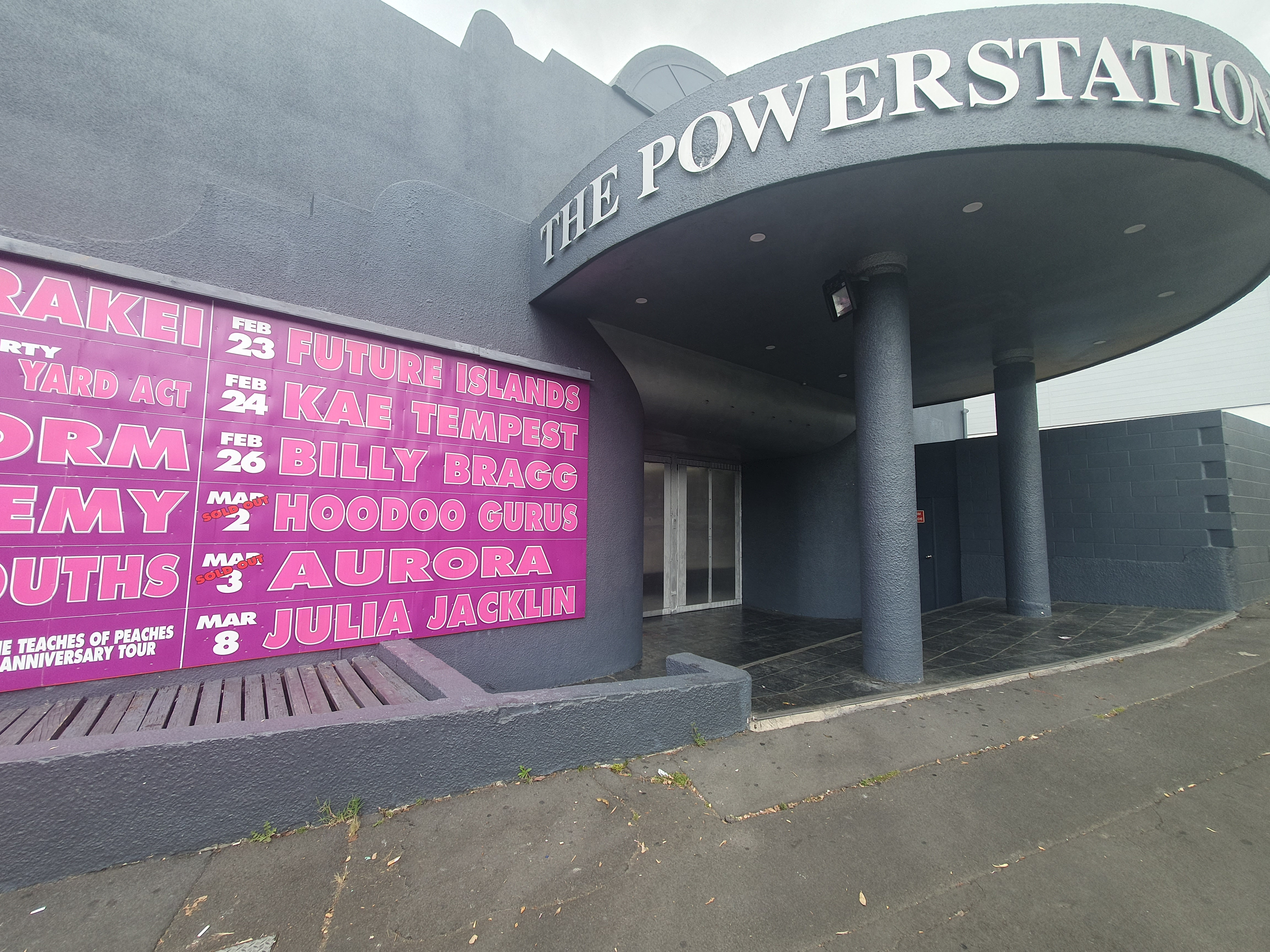
Entrada.

The Powerstation («La central eléctrica») es un local de música en Eden Terrace, Auckland, Nueva Zelanda. Es uno de los pocos locales de música pequeños que quedan en Nueva Zelanda.

## Historia

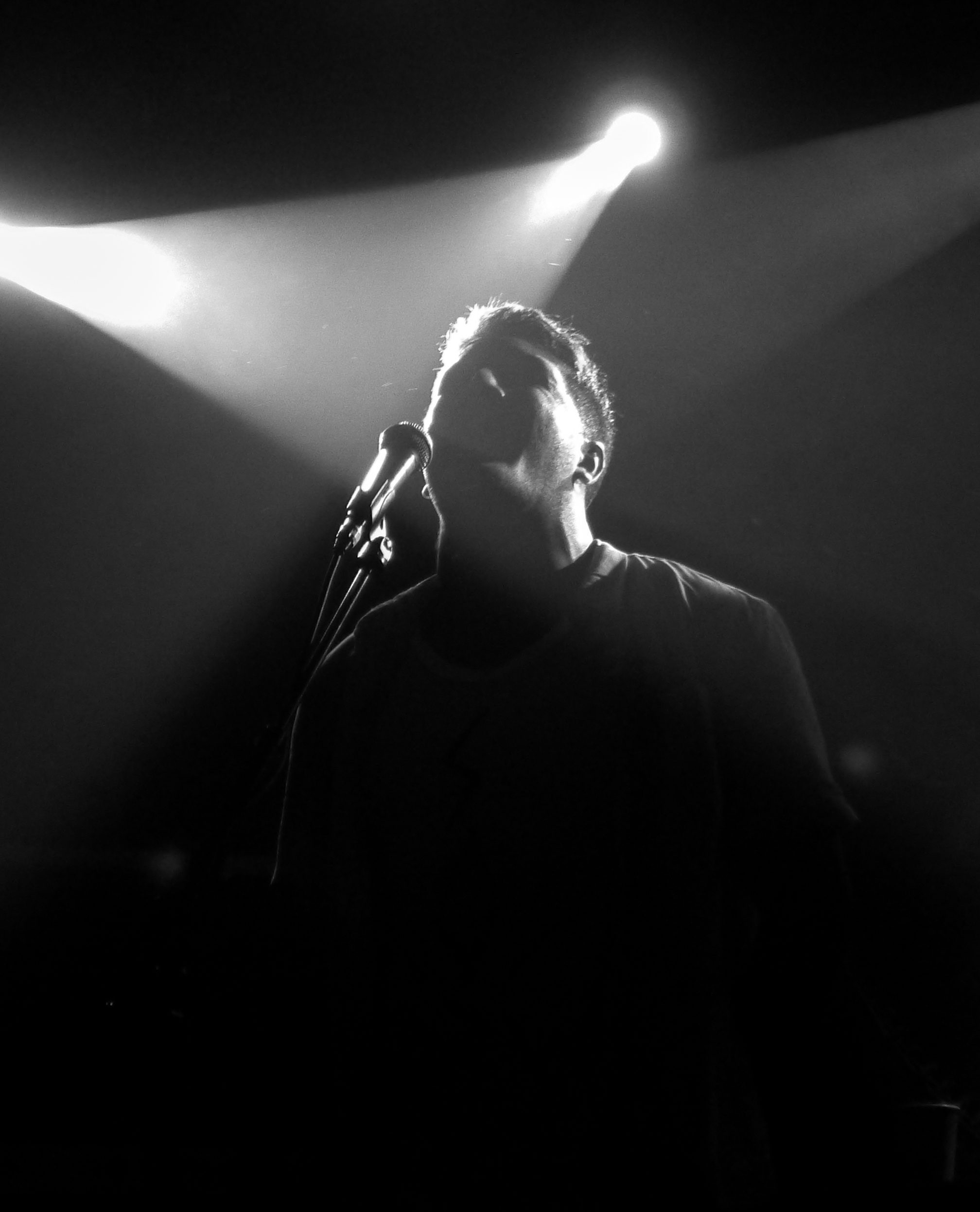
Six60 actuando en The Powerstation en 2012.

Inaugurado por primera vez en la década de 1950 como vestíbulo de un hotel, The Powerstation pronto se convirtió en un lugar para cenar y bailar. En 1989, Galaxy comenzó a presentar espectáculos de glam metal con cinco bandas por cinco dólares, lo que despertó un renovado interés en el género en Auckland.
En 1986, Simon Grigg, Roger Perry y Tom Sampson abrieron el club de música house 'Asylum' dentro del recinto Galaxy. Si bien inicialmente comenzó como un club que tocaba música hip hop, soul y pop, pronto ganó reputación por tocar música house, lo que lo convirtió en el primer club de música house en Australasia. Grigg describió a Asylum como uno de los primeros clubes que no tenía barreras de color o raza, por lo que la multitud venía del sur, oeste, norte, este y centro de Auckland y en su mayoría felizmente mezclada.
En 2008, Galaxy se había convertido en un bar con temática de los 80 llamado Bar Retro. En 2009, Bar Retro entró en suspensión de pagos y Peter Campbell lo compró y lo calificó como Powerstation.

## Actuaciones notables
Los Pixies realizaron su primer show en Nueva Zelanda en 2010 en The Powerstation.
El espectáculo de Lorde de 2017 tuvo que ser reprogramado urgentemente de The Powerstation al Bruce Mason Center porque había problemas con la licencia de bebidas alcohólicas para un concierto para todas las edades.
En 2018, The Powerstation acordó albergar, y luego canceló, un evento organizado por los oradores de extrema derecha Lauren Southern y Stefan Molyneux, generando controversia primero por aceptar albergar el evento y luego por cancelarlo.